# Battaglia di Vezza d'Oglio
La battaglia di Vezza d'Oglio si svolse all'interno del contesto della terza guerra di indipendenza e consistette in un fallito tentativo italiano, il 4 luglio 1866, di respingere le truppe di montagna austriache che avevano disceso il Passo del Tonale.

## Contesto
Allo scoppio della Terza guerra di indipendenza italiana, il 23 giugno 1866, l'esercito italiano era diviso in due armate: la prima, al comando del La Marmora, era stanziata in Lombardia ad ovest del Mincio verso le fortezze del Quadrilatero; la seconda, al comando del generale Enrico Cialdini in Romagna, a sud del Po, verso Mantova e Rovigo.
Il lungo fronte alpino, invece, era affidato al Corpo Volontari Italiani comandato da Giuseppe Garibaldi, che aveva il compito di controllare il lungo tratto di confine che divideva la Lombardia dall'Alto Adige e dal Trentino, ed in particolare le tre principali vie di possibile penetrazione: il Passo dello Stelvio a nord, il Passo del Tonale al centro, il lago d'Idro a sud. Qui lo stesso generale Garibaldi aveva il compito di guidare il grosso dei volontari per penetrare verso Trento (battaglia di Bezzecca).

## Antefatto
Nella notte del 24 giugno gli avamposti austriaci sul Tonale furono allarmati da un reparto nemico che, avvicinatosi nella nebbia, sparò sulle vedette senza causare danni.
In risposta, il 25 giugno le truppe austriache del maggiore Ulysses von Albertini avanzarono in avamposto oltre la frontiera ed il 26 giugno occuparono Ponte di Legno (appena 400 m s.l.m. più sotto).
Nei tre giorni successivi vennero compiute perlustrazioni sino a Vezza d'Oglio, senza incontrare truppe italiane. Il 29 pomeriggio, in assenza di istruzioni, Albertini riportò sul Tonale.

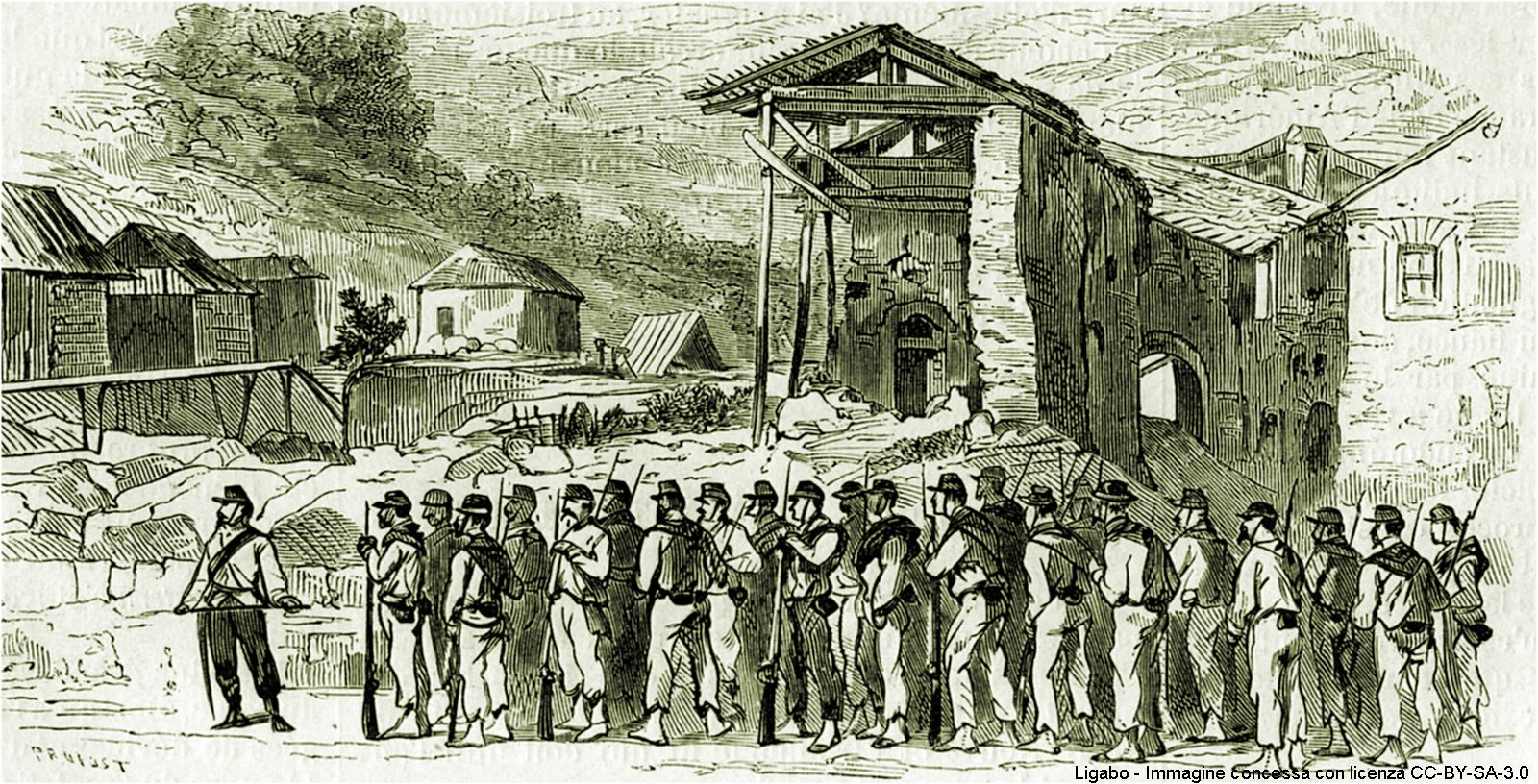
L'avanguardia dei garibaldini guidata dal capitano Antonio Malagrida giunge a Vezza d'Oglio

La notizia dello sconfinamento austriaco allarmò, comunque, gli Italiani: un'eventuale discesa attraverso Edolo – Boario avrebbe consentito agli austriaci di minacciare da tergo i volontari di Garibaldi stanziati presso il lago d'Iseo e, al limite, anche le comunicazioni italiane tra Bergamo e Brescia. Esso avrebbe richiesto molte più truppe di quelle segnalate il 24 e 25 luglio, ma si sapeva che, dopo aver battuto gli italiani alla battaglia di Custoza, gli austriaci erano all'offensiva: appariva saggio esercitare giusta prudenza.
Così, Garibaldi risolse di inviare ad occupare Edolo alcuni reparti appartenenti al 4º reggimento del Corpo Volontari Italiani al comando del tenente colonnello Giovanni Cadolini: il 28 giugno giungeva il maggiore Vincenzo Caldesi, con il 1º battaglione del 4º reggimento volontari e 2 pezzi da montagna, che si aggiungevano al 44º battaglione della Guardia Nazionale ed a 50 finanzieri, già presenti in paese.  
Il 29 giugno le truppe prendevano posizione alla stretta di Incudine, a monte di Edolo e a valle di Vezza d'Oglio, in modo da garantire la protezione del passo del Mortirolo. Un gruppo comandato dal capitano Malagrida avanzò fino in posizione avanzata fino a Vezza d'Oglio e Grano.

## L'avanzata austriaca sullo Stelvio ed il Tonale
I timori italiani non erano del tutto infondati: sin dalla fine di giugno, infatti, il comando austriaco del Trentino aveva comandato di avanzare a ridosso dei passi, occupando i versanti occidentali e, se possibile, avanzare oltre. Il capo di stato maggiore dell'Armata d'Italia, l'arciduca Alberto, il 29 giugno aveva telegrafato l'ordine di: "tenere presidiati passi Tonale e Stelvio con tiratori stanziali, contemporaneamente avanzare per detti passi con truppe mobili su Edolo, Tirano, Teglio, da lì condurre piccola guerra."
La prima azione interessò il Passo dello Stelvio, con l'occupazione di Bormio il 2 luglio (Operazioni in Valtellina (1866)). L'avanzata austriaca aveva proceduto anche dal secondo dei grandi passi alpini che dividono la Lombardia italiana dal Trentino allora austriaco: il Passo del Tonale. Si trattava di circa 1000 Jäger, oltre a 1 batteria da montagna con 4 pezzi e 1 plotone di cavalleria leggera, sempre al comando del Von Albertini. Il 3 luglio dalle forti posizioni tenute sul passo gli austriaci discesero la valle attraverso Ponte di Legno, Temù e Vione. Incontravano avamposti italiani a Stadolina, che, seguendo gli ordini dati, ripiegarono su Vezza.

## La linee prima della battaglia
L'avanzata austriaca si arrestò all'ingresso di Vezza. Ulysses von Albertini, infatti, aveva ricevuto ordine di non procedere oltre Ponte di Legno, ma si credette autorizzato a non ritirarsi ancora, dato che era entrato in contatto diretto con il nemico. L'intenzione era, probabilmente, quella di provocare il nemico a battaglia, forse per cercar gloria, forse per ottenere un qualche successo che demoralizzasse il nemico ed allontanasse ogni minaccia italiana al Tonale.
Un'ulteriore avanzata appariva, infatti, difficile, dal momento che più a valle le truppe del Caldesi erano state raggiunte il 3 luglio dal 2º battaglione bersaglieri, al comando del maggiore Nicostrato Castellini di Rezzato.
Si trattava di volontari che, avendo appartenuto a una società di tiro a segno, erano esperti tiratori e quindi arruolati come bersaglieri. Gli italiani disponevano, quindi, di circa 1750 uomini e 2 pezzi di artiglieria.
A causa del mancato ricongiungimento ad Incudine tra le truppe del Castellini e del Caldesi, le forze italiane si trovavano dislocate in vari punti del territorio:
- Il 2º Battaglione bersaglieri, gran parte del 1º battaglione e 2 pezzi, si trovavano ben piazzati poco oltre Vezza (tra le due località di Davena e Davenina) dietro una trincea che dalla montagna raggiungeva la sponda dell'Oglio.
- Alle sue spalle, sul ponte stradale, erano due compagnie del 44° Guardia Nazionale; altre due compagnie erano distaccate al passo del Mortirolo.
- In avanti il 1º battaglione aveva lasciato solo una compagnia in avamposto al cimitero di Vezza, verso Stadolina e un plotone a presidio della località Grano, posta al di sopra del paese al di là della Val Grande, segnata da un grosso torrente, affluente destro del fiume Oglio.

## La battaglia

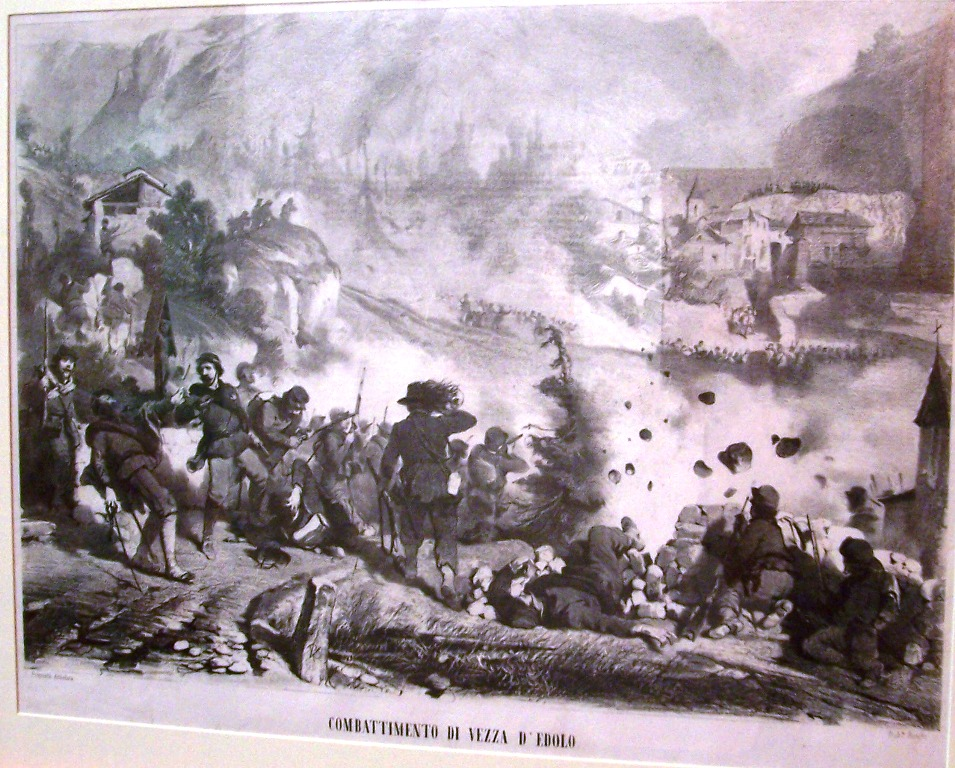
Battaglia di Vezza d'Oglio, Brescia, Musei del castello

Verso le 3 della notte del 4 luglio 1866 gli austriaci scendevano ad occupare il borgo di Vezza, su quattro colonne: lungo la sponda sinistra dell'Oglio (località Gerù), la sponda destra, la strada di San Clemente, la strada di Carona.
L'avamposto di Vezza e Grano al comando del Malagrida, secondo gli ordini, si ritirò verso Incudine, ma raggiunti a valle gli uomini del Castellini, questo rimase stupito in quanto non sapeva degli ordini del Malagrida. Pertanto lanciò i suoi uomini alla battaglia per riprendere le posizioni perdute.
Nel frattempo, però, Vezza d'Oglio era stata completamente occupata dagli austriaci, che avevano piazzato anche quattro cannoni sul monte Castello.
Gli italiani avanzarono su tre fronti: alla sinistra, verso la frazione di Grano, al centro, verso il paese, alla destra, contro i nemici che occupavano la sponda destra dell'Oglio. Nel tentativo di impadronirsi dei cannoni sul monte Castello lo stesso maggiore Castellini perse la vita bersagliato da numerosi colpi, ma l'attacco italiano proseguiva alla baionetta sotto il comando del capitano Oliva.
Verso le 8 gli austriaci avanzarono con i loro reparti, costringendo gli italiani al ritiro. Questi fuggirono in rotta verso Edolo, dove si trincerarono, ma gli austriaci, avanzati fino a Davena, recuperati i loro feriti, si ritirarono oltre il Tonale.

## Fatti successivi
Il ripiegamento austriaco, comunque, dimostrava che l'azione strategica austriaca si era esaurita: il 15 luglio l'intero 4º reggimento di volontari venne comandato di spostarsi a sud di Edolo, eppoi di varcare le alpi a sud dell'Adamello, per scendere alle spalle dei forti di Lardaro, nelle valli Giudicarie, da dove risaliva Garibaldi con il grosso dei volontari (Invasione del Trentino (Garibaldi - 1866)).  
Rimanevano in loco solo la Guardia Nazionale locale, sostenuta da pochi reparti di carabinieri e finanzieri.  Essi si dimostrarono sostanzialmente inattivi e gli austriaci ne profittarono per compiere le loro razzie: il 20 luglio, due compagnie si riportarono a Vezza, trovarono la linea incustodita e la demolirono, per poi entrare in Edolo. Lì imposero al municipio una requisizione alimentare e ripiegarono sul Tonale.  Fra il 23 ed il 26 luglio il von Albertini compì ulteriori incursioni fino a Vezza. 

## Conseguenze
Il contrattacco italiano non fu, probabilmente, affatto necessario: gli austriaci non avrebbero proceduto oltre il borgo e, se proprio cercavano battaglia, tanto valeva sostenerla in difesa, dalle posizioni trincerate.
Un ulteriore indizio è rappresentato dalla tradizione che narra di forti contrasti fra il Castellini, che appena giunto premeva per un'immediata offensiva diretta, ed il Caldesi, più prudente e desideroso di tenersi dietro la linea fortificata. Si narra di una furibonda lite la notte prima dello scontro.  Certo è che, come detto, il Caldesi si diede malato e si tenne, colpevolmente, lontano dal luogo dello scontro.
La decisione di condurre una battaglia difensiva, d'altra parte, si sarebbe rivelata vincente, alcuni giorni più tardi, alla battaglia di Bezzecca e (meno consapevolmente) alla battaglia di Condino, entrambe comandate da Garibaldi in persona: quindi, certamente, non disonorevole.
La lezione non sarebbe stata dimenticata: tra il 1915 ed il 1918 al Tonale, infatti, come allo Stelvio, le nuove truppe alpine dell'esercito italiano seppero tenere testa agli austriaci da posizioni ben difese e senza permettere loro più la discesa in valle.